# 珍·西蒙絲
珍·瑪莉蓮·西蒙絲，OBE（Jean Merilyn Simmons，1929年1月31日—2010年1月22日），英國資深電影女演員，二戰期間投身影壇，1950年往美國荷里活發展，先後參演及主演多部電影作品，代表作有《山河血淚美人恩》和《風雲群英會》等，1956年憑《紅男綠女》獲金球獎，是1950年代最受歡迎的荷里活女星之一，曾合作的影星包括羅蘭士·奧利花、史賓沙·德利西、馬龍·白蘭度和法蘭·仙納杜拉等人。珍·西蒙絲1970年代起專注舞台劇和電視劇工作，1983年獲艾美獎。
珍·西蒙絲晚年再為數部電影演出，並參與電影《哈爾移動城堡》等的配音工作，2003年獲英廷頒授OBE勳銜，以肯定她對演藝界的貢獻。珍·西蒙絲曾有兩段婚姻，兩任丈夫分別是英國演員史超域·格蘭加（1950年－1960年）和導演理察·布魯克斯（1960年－1977年）。

## 生平

### 早年生涯
西蒙絲在1929年1月31日生於英國倫敦下霍洛威，父母分別是體操運動員查爾斯·西蒙斯（Charles Simmons，1885年－1945年）和溫妮弗雷德·（洛弗蘭德）·西蒙斯（Winifred (Loveland) Simmons）。她在家中四名兄弟姊妹艾德娜（Edna）、哈羅德（Harold）和羅娜（Lorna）之中排行最小。在第二次世界大戰期間，西蒙絲一家遷往森麻實郡溫斯科姆（Winscombe）躲避空襲，父親則在當地的斯迪科特學校（Sidcot School）充任體育科老師。在這段時期，西蒙絲隨胞姐在村內登台獻唱，從而開展她的演藝生涯。

### 演藝事業

#### 電影生涯
西蒙絲後來在1944年返回倫敦，原本打算入讀阿依達·福斯特舞蹈學校（Aida Foster School of Dance），立志成為舞蹈員，但卻被電影導演伏爾·凱斯特（Val Guest）發掘，年僅14歲的她獲安排在瑪格麗特·洛克伍德（Margaret Lockwood）主演的《給我們月亮》（Give us the Moon）中演出。在1946年，她參與由大衛·連執導，改編自查理斯·狄更斯同名小說的電影《孤星血淚》（Great Expectations），飾演艾絲泰娜（Estella）一角；後在1948年，她又與羅蘭士·奧利花合作，在他自導自演的《王子復仇記》（Hamlet）當中飾演歐菲莉亞（Ophelia），並首次獲提名奧斯卡最佳女配角。此外，西蒙絲早期在英國參演的電影還有1947年的《孤鳳緣》（Uncle Silas）和《黑水仙》（Black Narcissus）等等。
西蒙絲在《孤星血淚》與大衛·連的合作，令她立志在演藝事業有更進一步的成就。而在《王子復仇記》的演出剛好給予她新的機會。在拍攝《王子復仇記》後，羅蘭士·奧利花原有意邀請她到布里斯托爾古域劇團（Bristol Old Vic）參與各類演出，但被其經理人公司蘭克機構（Rank Organization）拒絕。在1950年，西蒙絲的經理人公司復將其合約售予美國荷里活RKO製片商侯活·曉治，令她獲機會往美國發展。
在1950年，西蒙絲嫁給曾多次合作的英國演員史超域·格蘭加（Stewart Granger），在得到丈夫協助下，她得以順利過渡到荷里活影壇，且為侯活·曉治在四部電影中演出，其中包括由導演奧圖·柏林明嘉（Otto Preminger）執導的《玉面蛇心》（Angel Face）。在1953年，她又與史賓沙·德利西（Spencer Tracy）合作，主演她自認相當喜歡的《紅伶淚》（The Actress）。至於西蒙絲在1955年與馬龍·白蘭度和法蘭·仙納杜拉主演的歌舞劇《紅男綠女》（Guys and Dolls），更為她在翌年奪得金球獎音樂劇及喜劇類最佳女主角獎。西蒙絲在1950年代主演的荷里活電影還包括與李察·波頓（Richard Burton）合作的《聖袍千秋》（The Robe，1953年）、與域陀·米曹（Victor Mature）合作的《埃及人》（The Egyptian，1954年）、與格力哥利·柏合演的《山河血淚美人恩》（The Big Country，1958年）、與畢·蘭加士打合演的《靈與慾》（Elmer Gantry，1960年）、以及與卻·德格拉斯（Kirk Douglas）合作的《風雲群英會》（Spartacus，1960年）等等，是1950年代最受歡迎的荷里活女星之一。在1969年，西蒙絲再憑電影《大團圓》（The Happy Ending）獲提名奧斯卡最佳女主角獎。

#### 後期發展
踏入1970年代後，西蒙絲專注於舞台劇和電視演出，但成就比1950年代和1960年代的高峰期遜色。她曾參與的作品包括史蒂芬·桑坦制作的音樂劇《小夜曲》（A Little Night Music），並先後在美國各地和倫敦西區巡迴演出三年。後來她在美國參演迷你電視劇《荊鳥》（The Thorn Birds），並憑此在1983年獲得艾美獎劇集及特別類別最佳女配角獎。在1985年及1986年，她又在另一齣美國電視劇《南與北》演出。
西蒙絲後期受酗酒困擾，1986年正式接受戒酒治療後，1988年與安東尼·鶴健士和曉·格蘭特合作，在英國電影《天倫夢醒》（The Dawning）中演出。在1989年，她繼1946年後第二度參演《孤星血淚》一劇，但這次則是迷你電視劇版本，而飾演的角色則是艾絲泰娜的養母郝薇香小姐（Miss Havisham）。在1991年，西蒙絲曾客串參演美國科幻電視劇集《星空奇遇記：銀河飛龍》（Star Trek: The Next Generation）。

### 晚年生涯
西蒙絲步入1990年代後仍然活躍參與演藝工作，1995年在電影《編織戀愛夢》中演出，與雲露娜·維達、艾倫·鮑絲汀（Ellen Burstyn）和安·賓歌羅馥（Anne Bancroft）等合作。為答謝她對演藝事業的貢獻，她在英女皇2003年元旦授勳名單中榮獲OBE勳銜。踏入70歲以後，西蒙絲參與不少配音工作，曾配音的電影包括2001年的《最終幻想：滅絕光年》、以及2004年的動畫電影《哈爾移動城堡》英文版。
晚年的西蒙絲備受肺癌困擾，她在2010年1月22日卒於美國加利福尼亞州聖莫尼卡寓所內，終年80歲。

## 個人生活

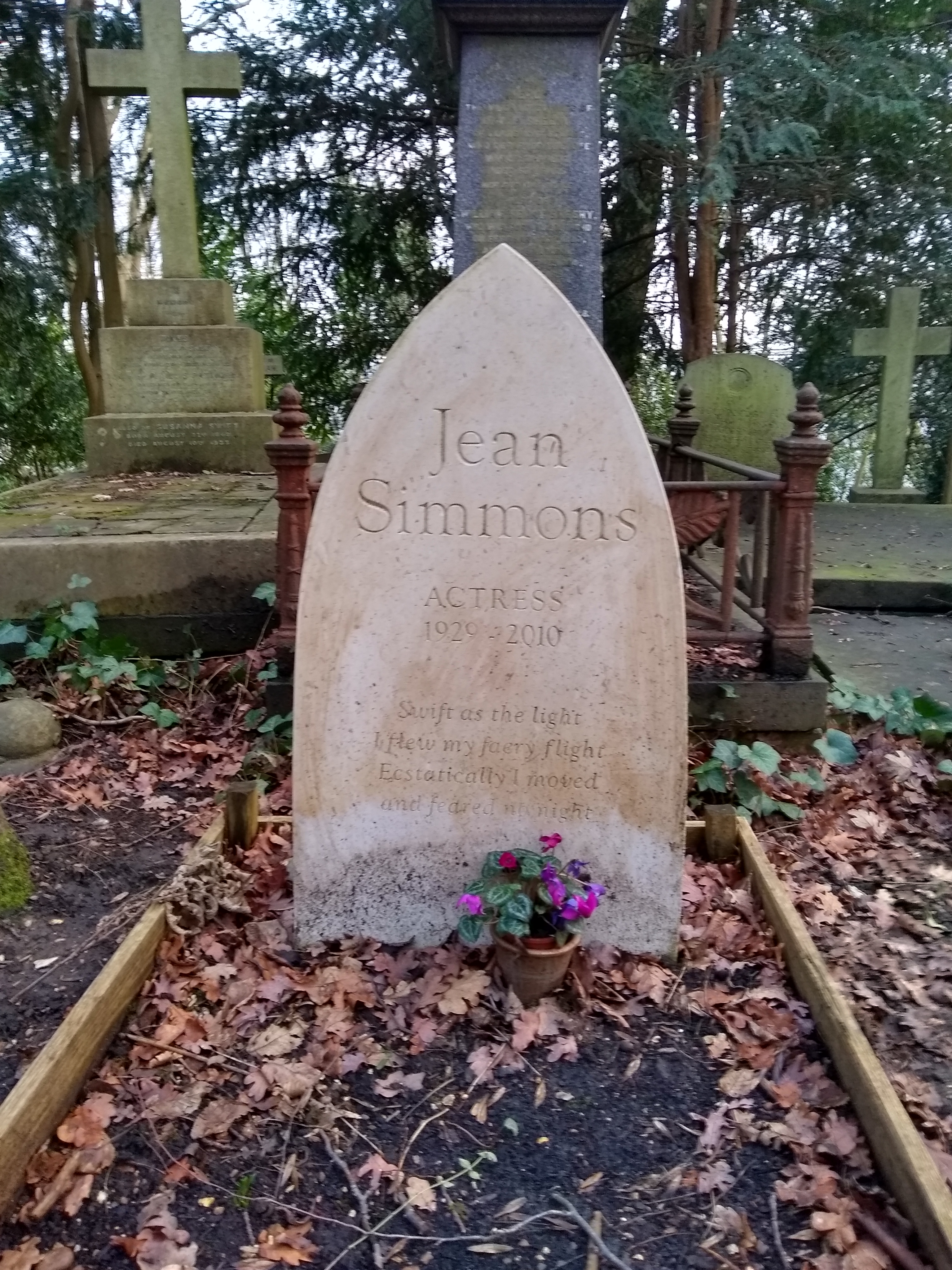
珍·瑪莉蓮·西蒙絲之墓

珍·西蒙絲曾有兩段婚姻，她與英國演員史超域·格蘭加（1913年－1993年）在1950年12月20日於美國阿利桑那州圖森結婚，兩人在1956年取得美籍，但在1960年離婚。在1960年11月1日，西蒙絲再嫁給導演理察·布魯克斯（Richard Brooks，1912年－1992年），但這段婚姻亦在1977年告終。
西蒙絲在兩段婚姻中各育有一名女兒，分別名德莉西·格蘭加（Tracy Granger，1957年－）和嘉芙·布魯克斯（Kate Brooks，1961年－），兩名女兒的名字分別取自她的好友史賓沙·德利西和嘉芙蓮·協賓。西蒙絲在1970年代曾遷居美國東岸，一度居於康涅狄格州利奇菲爾德縣的新米爾福（New Milford），但後來再遷回西岸的洛杉磯聖莫尼卡，一直至終老為止。除了曾因酗酒接受治療外，她亦有吸煙的習慣。

## 曾參演電影
| - 陸運會 （Sports Day，1944年） - 給我們月亮 （Give us the Moon，1944年） - 艾曼努爾先生 （Mr. Emmanuel，1944年） - Kiss the Bride Goodbye （1945年） - Meet Sexton Blake （1945年） - 戰火雲天 （The Way to the Stars，1945年） - 埃及妖后前傳 （Caesar and Cleopatra，1945年） - 孤星血淚 （Great Expectations，1946年） - The Woman in the Hall （1947年） - 孤鳳緣 （Uncle Silas，1947年） - 黑水仙 （Black Narcissus，1947年） - Hungry Hill （1947年） - 王子復仇記 （Hamlet，1948年） - 南海天堂 （The Blue Lagoon，1949年） - 孤女芳心花開並蒂 （Adam and Evelyne，1949年） - So Long at the Fair （1950年） - 紅粉情波風塵淚 （Cage of Gold，1950年） - Trio （1950年） - The Clouded Yellow （1951年） - 玉面蛇心 （Angel Face，1952年） - Androcles and the Lion （1952年） - 深宮怨 （Young Bess，1953年） - 恨短情長 （Affair with a Stranger，1953年） - 聖袍千秋 （The Robe，1953年） - 紅伶淚 （The Actress，1953年） - 妾意如綿 （She Couldn't Say No／Beautiful but Dangerous，1954年） - 聖徒妖姬 （Demetrius and the Gladiators，1954年） - 埃及人 （The Egyptian，1954年） - 翠谷奇緣 （A Bullet Is Waiting，1954年） - 拿破崙情史 （Desirée，1954年） - 霧夜情殺案 （Footsteps in the Fog，1955年） - 紅男綠女 （Guys and Dolls，1955年） - 蘭閨怨 （Hilda Crane，1956年） - 銷魂金夕 （This Could Be the Night，1957年） - 徵人怨婦 （Until They Sail，1957年） - 錦繡大地 （The Big Country，1958年） - 苦戀 （Home Before Dark，1958年） | - 太陽谷 （This Earth Is Mine，1959年） - 靈與慾 （Elmer Gantry，1960年） - 風雲羣英會 （Spartacus，1960年） - 綠苑春濃 （The Grass Is Greener，1960年） - 田園春夢 （All the Way Home，1963年） - Life at the Top （1965年） - 長相憶 （Mister Buddwing，1966年） - 美國式離婚 （Divorce American Style，1967年） - 猛虎屠黑龍 （Rough Night in Jericho，1967年） - 海蒂 （Heidi，1968年） - 大團圓 （The Happy Ending，1969年） - 昨日再現 （Say Hello to Yesterday，1971年） - 郵差先生的夢想 （Mr. Sycamore，1975年） - The Dain Curse （TV，1978年） - Dominique （1978年） - Beggarman, Thief （TV，1979年） - A Small Killing （TV，1981年） - 娃娃谷 （Jacqueline Susann's Valley of the Dolls，1981年） - 刺鳥 （The Thorn Birds，TV，1983年） - December Flower （TV，1984年） - Midas Valley （TV，1985年） - Yellow Pages （1985年） - 南與北 （North and South，1985年） - 南與北續集 （North and South Book II，1986年） - Perry Mason: The Case of the Long Lost Love （1987年） - 天倫夢醒 （The Dawning，1988年） - 孤星血淚 （Great Expectations，1989年） - 星空奇遇記：銀河飛龍 （Star Trek: The Next Generation，1991年） - Dark Shadows （1991年） - 借鏡殺人 （They Do It with Mirrors，1991年） - 編織戀愛夢 （How to Make an American Quilt，1995年） - 十二月的雛菊 （Daisies in December，TV，1995年） - 最终幻想：灵魂深处 （Final Fantasy: The Spirits Within，2001年，配音） - 珍·西蒙絲：英倫玫瑰 （Jean Simmons: Rose of England，2004年，紀錄片） - 哈爾移動城堡 （Howl's Moving Castle，2004年，配音） - Through the Moebius Strip （2005年） - 情定托斯卡尼 （Shadows in the Sun，2008年） |

## 榮譽
- 金球獎音樂劇及喜劇類最佳女主角獎
  - 《紅男綠女》 （1956年）
- 艾美獎劇集及特別類別最佳女配角獎
  - 《荊鳥》 （1983年）
- 英國電影學院榮譽院士 （1993年）
- O.B.E. （2003年元旦授勳名單）

## 曾獲提名獎項
- 奧斯卡獎
  - 最佳女配角獎：《王子復仇記》（1948年）
  - 最佳女主角獎：《大團圓》（1969年）
- BAFTA獎
  - 最佳女主角獎：《紅男綠女》（1956年）
  - 最佳女主角獎：《靈與慾》（1960年）
- 艾美獎
  - 電視劇集類最佳客串女演員獎：《Murder, She Wrote》（1989年）
- 金球獎
  - 音樂劇及喜劇類最佳女主角獎：《銷魂金夕》（1958年）
  - 劇情類最佳女主角獎：《苦戀》（1959年）
  - 劇情類最佳女主角獎：《靈與慾》（1961年）
  - 劇情類最佳女主角獎：《大團圓》（1970年）
  - 迷你劇集類最佳女配角獎：《荊鳥》（1984年）

## 外部連結
- 珍·西蒙絲在互联网电影资料库（IMDb）上的資料（英文）
- Jean Simmons 在阿尔法记忆的相关页面（一個的Wiki網站）
- 珍·西蒙絲影迷網站
- 珍·西蒙絲在1946年的介紹片段 （页面存档备份，存于）
- 珍·西蒙絲19歲在斐濟慶祝生日的片段
- Jean Simmons - Reel Classics （页面存档备份，存于）

| 前任： 安娜·馬格納尼 《L'onorevole Angelina》 | 威尼斯影展最佳女主角 1948             | 繼任： 奧麗薇·夏蕙蘭 《毒龍潭》                           |
| 前任： 雪莉·布思 《蘭閨春怨》                 | 國家評論協會最佳女主角 1953           | 繼任： 葛莉絲·凱莉 《鄉下姑娘》；《電話情殺案》；《後窗》 |
| 前任： 茱蒂·嘉蘭 《星海浮沉錄》               | 金球獎最佳音樂及喜劇類電影女主角 1955 | 繼任： 黛博拉·寇兒 《國王與我》                           |